# 1895
Cette page concerne l'année 1895 (MDCCCXCV en chiffres romains) du calendrier grégorien.   Pour les autres significations, voir 1895 (revue).
L'année 1895 est une année commune qui commence un mardi.

## Événements

### Afrique
- 3 janvier : création, en Égypte d’un Conseil d’administration (Majlis al-Idarah) destiné à rendre l’administration de la mosquée et de l’université al-Azhar plus démocratique[1]. Hassûnah An-Nawâwî devient recteur (grand Imâm) de la mosquée al-Azhar[2].
- 13-14 janvier : bataille de Coatit[3]. Débuts de la campagne d’Éthiopie des forces italiennes : après la dénonciation du traité d'Ucciali (1893), l’Italie envoie 30 000 hommes dirigés par Oreste Baratieri, qui progressent vers l’Adoua et jusqu’à l’Enda-Mohoni. Succès italiens à Coatit et à Senafé en janvier et à Adigrat qui est occupée le 3 mars[4]. Le négus Ménélik II mobilise 150 000 hommes.
- 15 janvier, expédition de Madagascar : les troupes françaises du commandant Denis du Hugon occupent Majunga sans combat[5].
- 20 janvier : le capitaine Georges Destenave signe un traité de protectorat avec le roi Batchande du Gourma[6]. Dans les pays Voltaïques, Mossi et Gourma sont occupés par les Français tandis que Britanniques et Allemands soumettent les Dagomba[7].
- 2 février, Mozambique : victoire portugaise sur les Shangane du Gaza à la bataille de Marracuene[8].
- 13 février : le colonel Georges-Joseph Toutée, parti le 27 décembre 1894 de Cotonou, parvient à Badjibo, sur le Niger et y fonde Fort Arenberg[9]. Entre juillet et janvier 1896, il occupe le royaume abrondu Gyaman et l’ouest du Gonja[10].
- 2 mars : Samori Touré bat une colonne française envoyée par Monteil pour protéger la ville de Kong, qu’il occupe et détruit en mai 1897[11].
- 13 mars : accord anglo-marocain, par lequel le Royaume-Uni reconnaît la souveraineté marocaine sur des terres du Sahara Occidental.
- 1er avril : des Pères blancs venus du Sénégal fondent la première mission du Mali à Ségou, puis s’installent à Kati, près de Bamako, à la fin de 1897[12].
- 3 avril : départ de Cape Coast d’une mission ashanti en Angleterre, après que les Britanniques ont signé de nouveaux accords avec les voisins de l’Asante, qui se sent menacé. Elle arrive à Liverpool le 27 avril et à Londres le 6 mai[13]. Les autorités britanniques refusent de recevoir l’ambassade et en septembre somment I’Asantehene d’accepter un résident à Kumasi, ce qui leur est refusé[14].
- 26 avril : Hermann Wissmann est nommé gouverneur de l’Afrique Orientale Allemande[15].
- 18 mai : le capitaine Georges Destenave signe un traité de protectorat avec le Royaume du Yatenga[6].
- 16 juin : décret créant le gouvernement général de l’Afrique-Occidentale française (AOF)[16].
- 19 juin, Libye : la capitale de la confrérie des Senousis se déplace à Koufra (El Giof)[17]. Décidée par Muhammad al-Madhi (en), ce déplacement est une conséquence de l’avancée des Européens dans le Sahara. Kufra, carrefour caravanier, devient rapidement un lieu de pèlerinage.
- 1er juillet : l’Imperial British East Africa Company cède l’administration du Kenya, qui devient un protectorat britannique (East Africa Protectorate) administré par Arthur Henry Hardinge, également consul britannique à  Zanzibar[18]. La rente annuelle du sultan de Zanzibar de 11 000 livres, est augmentée de 6 000 livres en règlement des intérêts de la somme de 200 000 livres, indemnités payées par l’Allemagne en 1890[19].
- 4 juillet : début d’une mutinerie de la Force publique de la région de Luluabourg dans l’État indépendant du Congo[20] (mutineries également 1897-1898, 1900). Il s’agit de forces armées arabo-swahilies ralliées à l’EIC en 1893 qui opèrent dans l’est du Congo et tentent de contrôler l'ancien territoire de Tippou Tib.
- 12 juillet : le colonel Louis Edgard de Trentinian est nommé gouverneur du Soudan français (fin en 1899)[21].
- 10 août : les Français arrêtent Ahmadou Bamba. Il est exilé au Gabon le 21 septembre puis en Mauritanie en juin 1903[22].
- 8 septembre, Mozambique : victoire portugaise sur les Shangane du Gaza au combat de Magul[8].
- 30 septembre, expédition de Madagascar : les troupes malgaches sont battues et la reine Ranavalona capitule. Les Français prennent Tananarive[23].
- 1er octobre : les Français imposent un nouveau traité de protectorat sur le royaume de Madagascar[23].
- 4 octobre : le capitaine Georges Destenave signe un traité de protectorat avec le Liptako[7]. La reine Ranavalona signe le traité qui lui est soumis par les vainqueurs : un résident général français est chargé des rapports avec les agents des puissances étrangères.
- 28 octobre : départ de Brazzaville de l’expédition de Gentil sur l’Oubangui et au Tchad. Elle atteint le lac Tchad le 31 octobre 1897[24].

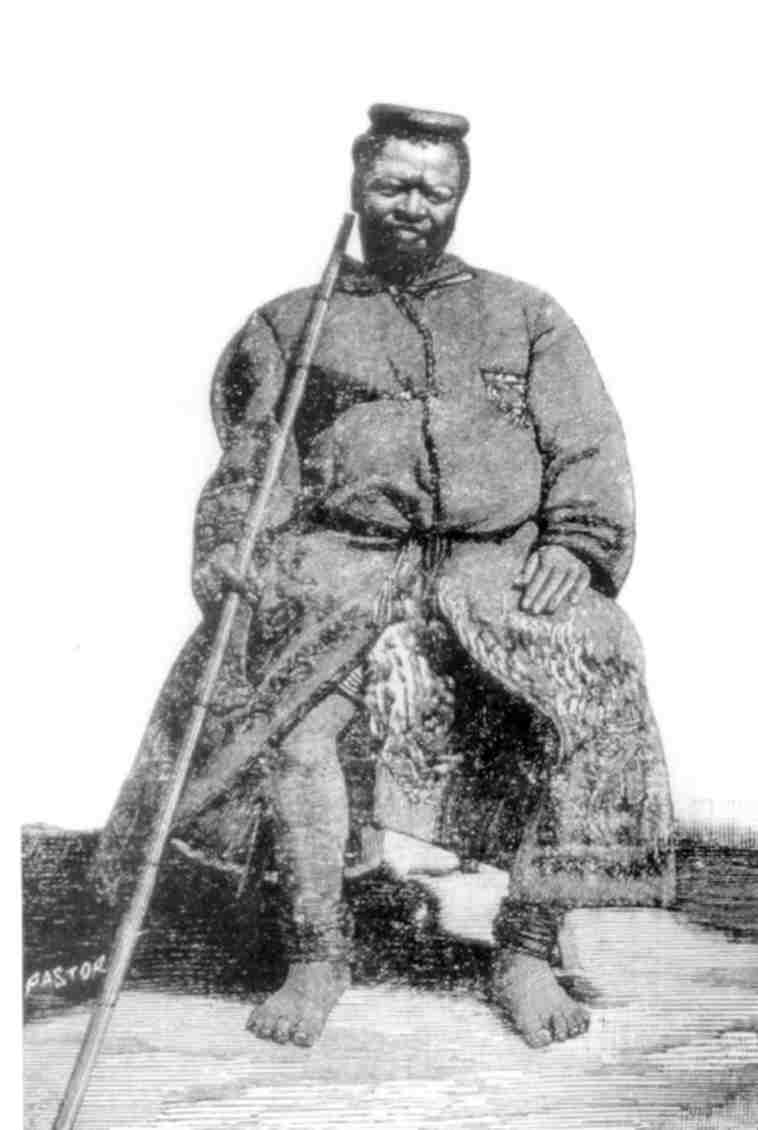
Ngungunhane, roi de Gaza, en 1895.

- 7 novembre : Ngungunhane (pt), roi des Shangane du Gaza, en guerre contre les Portugais au Mozambique, est battu à la bataille de Coolela, près de sa capitale Manjacaze, qui est incendiée. Ngungunhane se réfugie à Chaimite, où il est capturé le 28 décembre. Il est envoyé à Lisbonne, puis déporté aux Açores, où il meurt le 23 décembre 1906[25].
- 12 novembre : 
  - bombardement d’Oyo. Les Britanniques imposent leur protectorat à l’alaafin d'Oyo[26].
  - Égypte : les Britanniques obtiennent la démission de Nubar Pacha, le chef du gouvernement[27]. Le Khédive Abbas II Hilmi est forcé de prendre pour ministre Mustafa Fahmi Pacha, homme jugé plus docile, l’occupation britannique apparaît définitive.
- 22 novembre : début de l'insurrection des menalamba (« toges rouges ») contre le protectorat français  à Madagascar ; le jour de la fête du fandroana[28]. La France doit pacifier le pays jusqu’en 1905.
- 7 décembre : les Italiens sont écrasés par les Éthiopiens à Amba Alagi, puis chassés de Mekele le 21 janvier 1896. Ménélik poursuit son avance[29].
- 29 décembre - 2 janvier 1896 : le Raid Jameson, attaque manquée du Betchouanaland contre la république boer du Transvaal, accroît le sentiment anti-britannique et aboutit à la démission de Cecil Rhodes[30]. Jameson projetait de renverser le gouvernement Afrikaner de Paul Kruger.
- 30 décembre, guerre ashanti-britannique : un corps expéditionnaire conduit par le colonel Francis Scott marche sur Kumasi sans rencontrer de résistance[31].
- Décembre : début à Mombasa du chantier du chemin de fer de l’Ouganda[32]. De nombreux ouvriers indiens participent à sa construction.

### Amérique
- 23 janvier, guerre civile en Colombie : coup d’État manqué contre le président Miguel Antonio Caro. Les libéraux colombiens révoltés sont battus par les forces gouvernementales le 29 janvier à la bataille de La Tribuna, dans le Cundinamarca et le 15 mars à Enciso[33].
- 5 février : arbitrage du président des États-Unis Grover Cleveland sur la question de Palmas[34]. Le baron de Rio Branco, chef de la diplomatie, obtient pour le Brésil l’immense « territoire des Missions » [35].
- 24 février : début de la seconde guerre d’indépendance à Cuba[36]. Cuba connait alors une grave crise économique, partiellement provoquée par la décision des États-Unis de taxer à nouveau les importations de sucre, à l’origine de la rébellion des patriotes[37]. Vingt-cinq ans après la première proclamation d’indépendance, les Cubains tentent de s’affranchir de la tutelle espagnole. Cette fois les insurgés se savent soutenus par les Américains qui ont investi d’importants capitaux dans les plantations de tabac et de sucre. Le poète José Martí relance la lutte pour l’indépendance. Le 19 mai, à la bataille de Dos Rios, il est la première victime d’une violente répression menée par les Espagnols. Des centaines de milliers de civils sont internés dans des camps[36].

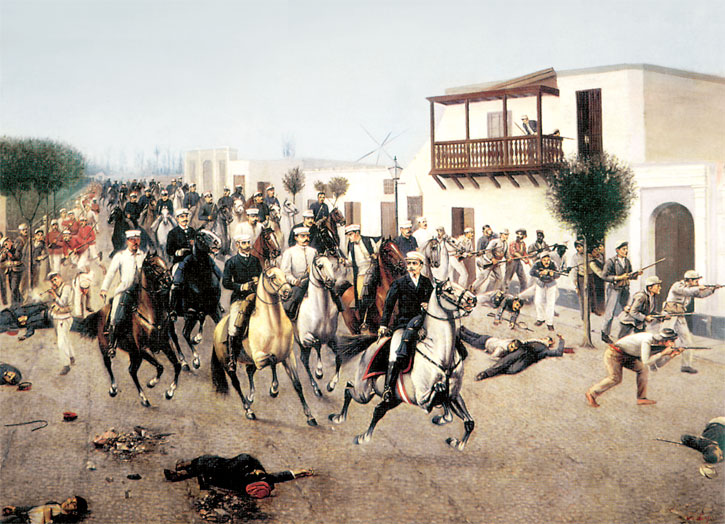
17 mars : entrée de Piérola à Lima à la porte Cocharcas.

- 17 mars, guerre civile au Pérou : les forces de Nicolás de Piérola entrent à Lima[38]. Le président Andrés Avelino Cáceres est déposé le 20. Instauration d’une république conservatrice (fin en 1919).
- 5 juin : coup d’État et guerre civile à Guayaquil. Le pronunciamiento porte au pouvoir le docteur Eloy Alfaro, soutenu par les planteurs de cacao libéraux de la côte. Alfaro est proclamé à la fois président de la République (19 juin) et général en chef des armées. Le président Eloy Alfaro octroie une onzième Constitution le 14 janvier 1897. Elle prévoit la laïcisation progressive de la République et la séparation de l’Église et de l’État, interdisant la formation de nouveaux ordres religieux et expropriant l’Église de ses biens[39]. Libéralisme radical jusqu’en 1916.
- 15 décembre : victoire des insurgés cubains à la bataille de Mal Tiempo[40].
- 17 décembre : les États-Unis interviennent dans un conflit frontalier entre la Grande-Bretagne (Guyane britannique) et le Venezuela[40]. L’arbitrage de Grover Cleveland est rejeté par Londres qui juge « exagérées » les revendications de Caracas. Un accord interviendra en 1897.
- 23 décembre : bataille de Coliseo ; les insurgés cubains doivent se retirer devant les troupes espagnoles[41].

### Asie et Pacifique

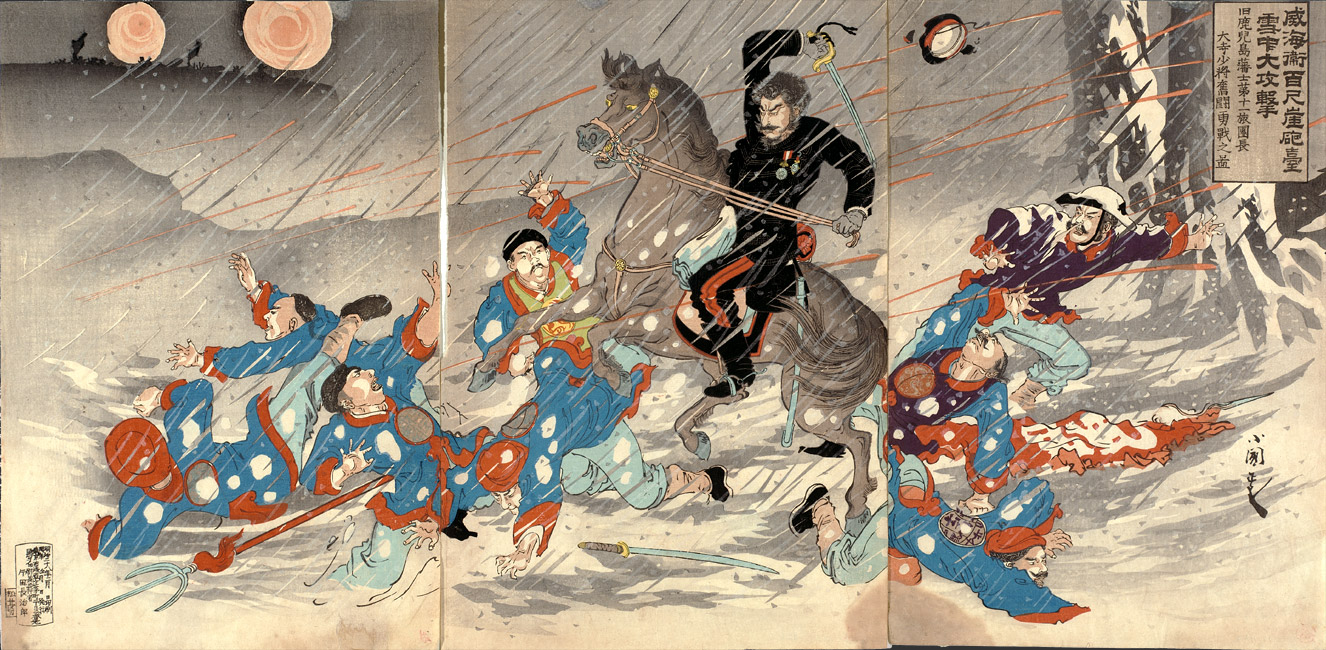
12 février : bataille de Weihaiwei

Reddition des forces chinoises après la bataille de Weihaiwei

- 2 février, Corée : le roi Kojong promulgue un Rescrit sur l’éducation nationale. Un système d’éducation occidental est mis en place par le décret du 19 juillet[42]. Le concours de recrutement des fonctionnaires est aboli.
- 12 février : les Japonais prennent Weihaiwei[43].
- 4 mars : les Japonais prennent Yingkou et Liaoyang[44].
- 11 mars : un accord russo-britannique signé à Londres fixe les zones d’influences respectives au Pamir à l’ouest de la chaîne de Sarykol pour que l’Empire russe et l’Inde n’aient pas de frontières communes. L’accord ne tient pas compte des protestations de la Chine qui n’a pas abandonné sa suzeraineté sur le Pamir occupé par les Russes depuis 1892[45].
- 23-26 mars : campagne des Pescadores[44].

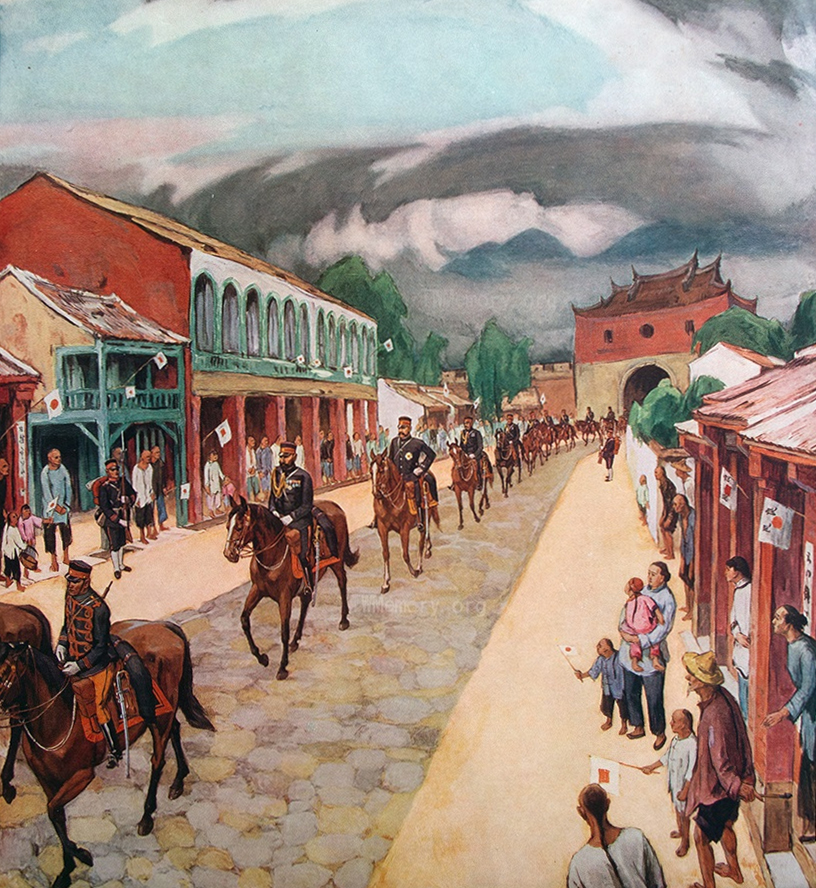
Entrée des forces japonaises à Taipei après le traité de Shimonoseki

- 17 avril : traité de Shimonoseki, fin de la guerre sino-japonaise. Le Japon obtient Taïwan, les îles Pescadores, le Liaodong avec Port-Arthur et Dalian et la prééminence politique en Corée. La Chine s’engage à donner aux Japonais les mêmes droits de commerce et de navigation qu’aux Occidentaux[46].
- 23 avril : intervention tripartite ; la Russie, la France et l’Allemagne font pression pour que le Japon restitue le Liaodong à la Chine contre une forte indemnité en or. Le Japon s’incline (4 mai) et évacue la péninsule en décembre[43].
- 11 mai : mémorandum commun de la Grande-Bretagne, de la Russie et de la France au sultan ottoman réclamant des réformes urgentes dans les six provinces arménienne de l’empire ottoman[47].
- 23 mai : proclamation de la république de Formose (Taïwan), première république indépendant en Asie[48].
- 29 mai : les Japonais débarquent à Taïwan[48].
- 15 septembre : annexion du royaume de Huahine et Maia’o (Famille Teurura'i) à la France[49].

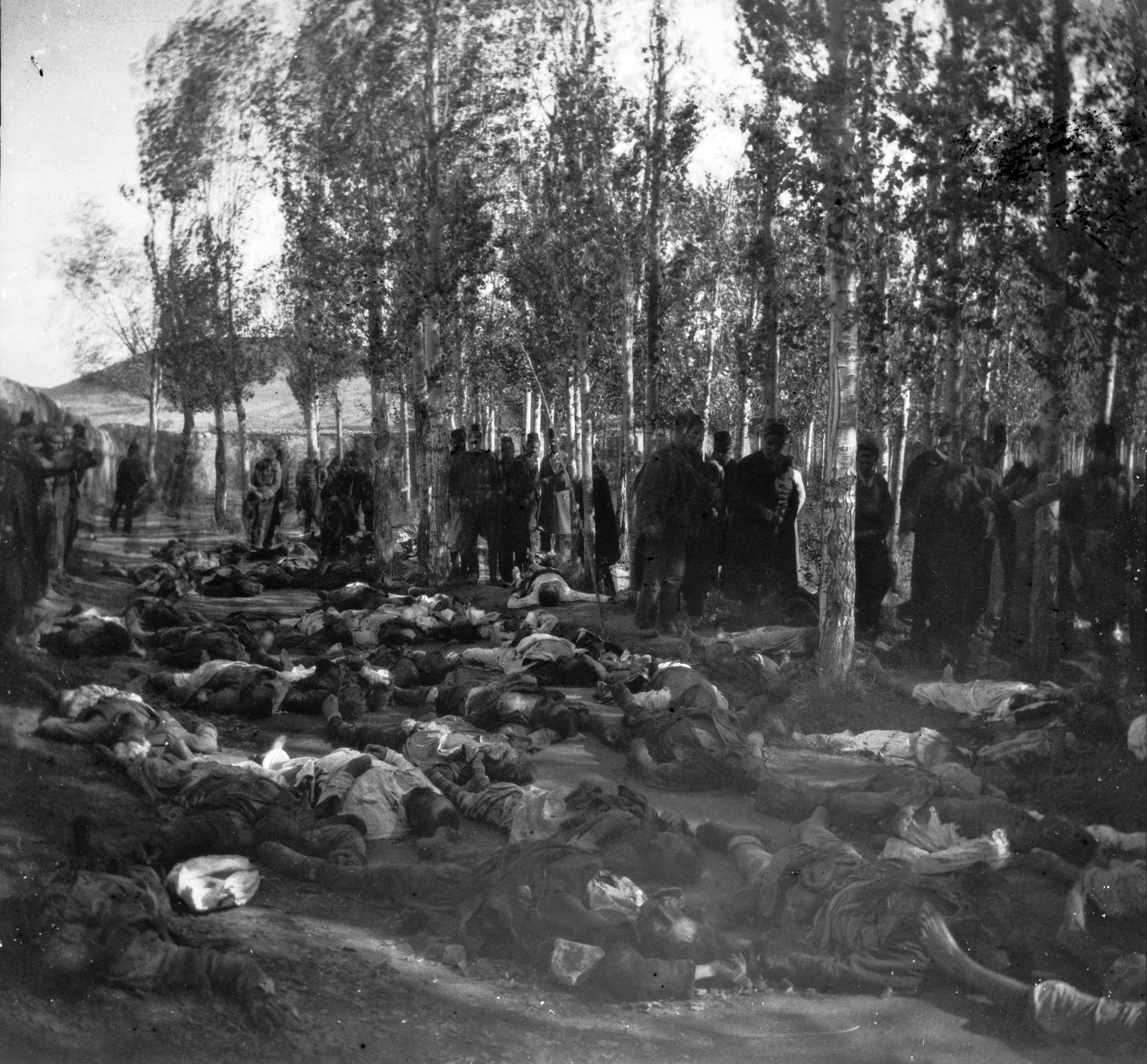
30 octobre : victimes du massacre d’Erzurum.

- 30 septembre : le parti Hentchak organise une manifestation près du grand Portail (Bab-i Ali) à Istanbul. Un incident entre des soldats turcs et des Arméniens dégénère en véritable massacre. Sous la pression des Européens, le sultan promet l’autonomie de l’Arménie occidentale (17 octobre)[47]. Les réfugiés arméniens (grégoriens et catholiques) affluent au Liban. Les massacres s’étendent à toute l’Anatolie orientale : Trébizonde (8 octobre), Erzurum (30 octobre), Ersindjian, Bitlis, Diarbékir, Malatya, Sivas, Mardin, Kayseri[50]... Les Arméniens résistent à Van en juin 1896, où les trois partis se sont unis (Armenakan, Hentchak et Dachnak), et à Zeïtoun, où les habitants s’emparent de la citadelle le 30 octobre[51]. Le Royaume-Uni demande alors des explications au Sultan, ce qui arrête temporairement les massacres. Les Turcs répondent qu’ils n’ont fait que réprimer une révolte arménienne. L’Allemagne et la Russie se contentent de cette explication et le Premier ministre britannique Salisbury n’ose pas agir seul.
- 8 octobre : en Corée, la reine Min, qui a fait appel à des ministres favorables à la Russie, est assassinée dans son palais de Séoul par des éléments nippons qui ont agi sans ordre[52]. L’ambassadeur japonais Miura Gorō est rappelé à Tokyo où il est acquitté. À la suite de cet incident, l’influence russe s’accroît en Corée.
- 21 octobre : reddition de la république de Formose à Anping (Tainan), la capitale du sud ; la résistance à l’occupation japonaise de Taïwan dure jusqu’en 1902[53].
- Décembre : à Ourfa, la semaine de Noël, 3 000 Arméniens sont brûlés vivants[54].

- Le roi d’Afghanistan Abdur Rahman Khan abolit l’esclavage[55].

### Europe
- 1er janvier : chute du cabinet Sándor Wekerle en Hongrie[56] sur la question du mariage civil[57].
- 12 janvier : institution au Royaume-Uni du National Trust, permettant de sauvegarder monuments historiques et sites naturels[58].
- 8 février : première création du drame lyrique La Montagne noire d'Augusta Holmès à l'Opéra de Paris.
- 14 janvier, Hongrie : début du gouvernement libéral du comte Dezső Bánffy (fin en 1899)[56]. Il pratique une politique de répression contre les revendications des minorités, contre le mouvement socialiste agraire, contre le parti social-démocrate et contre le culte de Kossuth, mort à Turin en 1894.
- 28 janvier : fondation du parti catholique populaire en Hongrie (Katolikus Néppárt)[59].
- 29 janvier (17 janvier du calendrier julien) : en réponse à l’adresse des députés du zemstvo provincial de Tver, Nicolas II de Russie condamne le « rêve insensé » d’une assemblée élue en Russie[60].
- 23 mars : le parti conservateur de Cánovas del Castillo gouverne en Espagne jusqu’en 1897[61].
- 7 mai (25 avril du calendrier julien) : le révolutionnaire russe Vladimir Ilitch Oulianov, dit Lénine, quitte Moscou pour la Suisse où il se rend pour la première fois[62].
- 11 mai, Allemagne : le Reichstag repousse la loi sur les partis révolutionnaires (Umsturzvorlage), qui envisageait, en dehors des délits déjà prévus, la condamnation des attaques contre l’Église catholique[63].

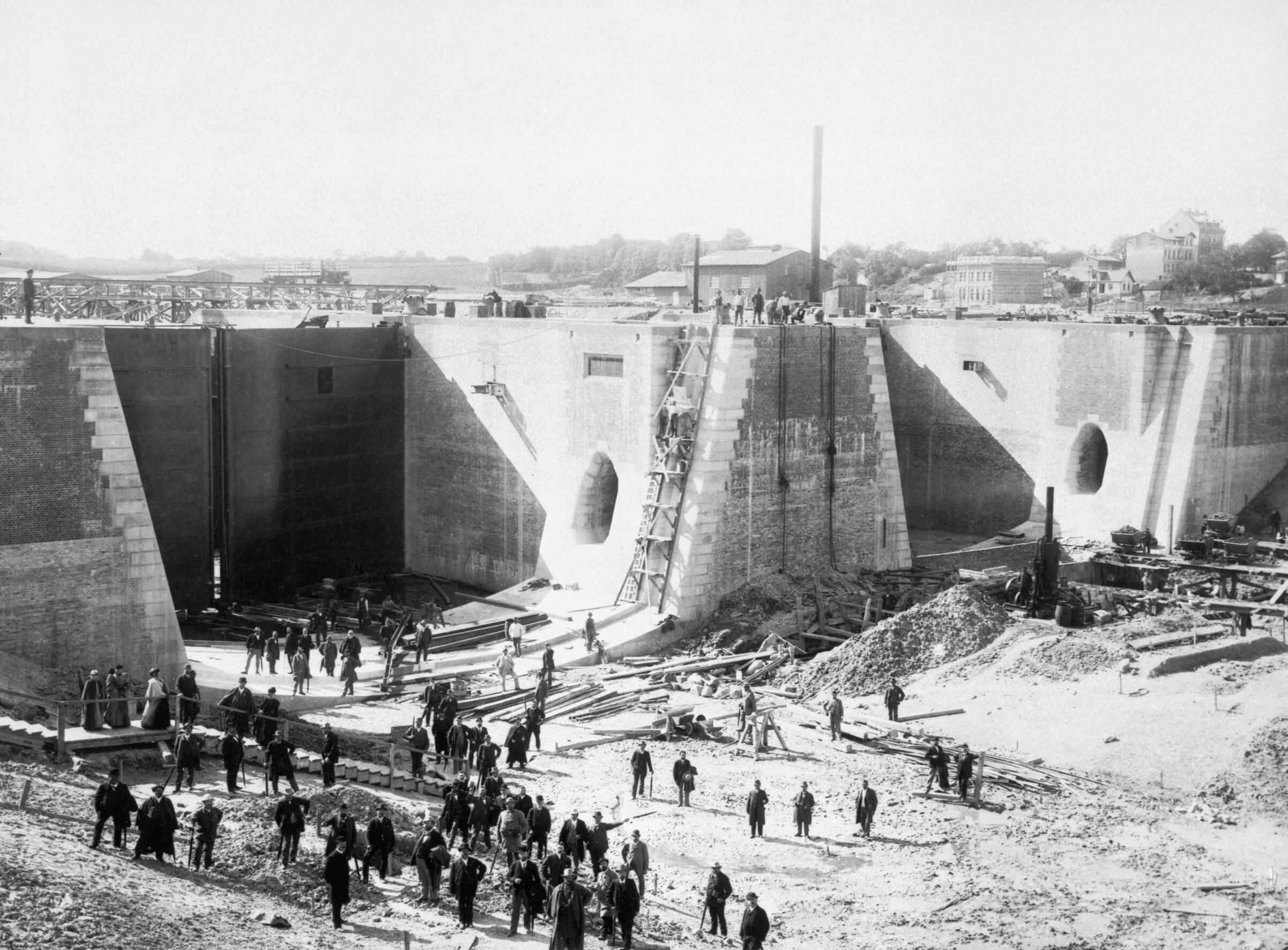
Travaux du canal de Kiel.

- 21 juin : inauguration du canal reliant la mer du Nord à la mer Baltique (Kaiser-Wilhelm-Kanal)[64].
- 25 juin : fin du ministère libéral Gladstone-Roseberry, Lord Salisbury (conservateur unioniste), Premier ministre du Royaume-Uni (fin en 1902)[65].
- 29 juin : Joseph Chamberlain devient secrétaire d’État aux colonies (1895-1903)[66]. Il se déclare pour l’établissement du libre-échange à l’intérieur de l’Empire britannique.
- 11 juillet : un incident au bal du Kursaal de Bad Kissingen déclenche l’affaire Louis Stern, qui entraîne une grave détérioration des relations germano-américaines[67].
- 10 août : les Roumains, les Serbes et les Slovaques de Hongrie tiennent un « Congrès des Nationalités » à Budapest[68].
- 31 août : fondation en Hongrie du collège Eötvös, calqué sur l’École normale supérieure de Paris[69].
- 15 et 22 septembre : des assemblées réunies à Klima et à Krapi votent une adresse réclamant l’autonomie partielle de la Crète sous un gouverneur chrétien[70].
- 29 septembre : Lénine est de retour en Russie. En Novembre, il fédère les marxistes de Saint-Pétersbourg (Union de lutte pour la libération de la classe ouvrière)[62].
- 30 septembre : cabinet Badeni en Autriche[71].
- Nuit du 21 au 22 décembre (8 au 9 décembre du calendrier julien) : les principaux dirigeants du groupe marxiste russe, dont Lénine et Julius Martov, sont arrêtés. Lénine passe 15 mois en prison, puis 3 ans d’exil en Sibérie[72].
- 28 décembre : première projection publique donnée par les Frères Lumière au Salon indien du Grand café de Paris[73].

- Les Allemands cessent de soutenir l’Autriche-Hongrie dans les Balkans[74] et coopèrent avec la France et la Russie en Extrême-Orient[43].

## Naissances en 1895
- 1er janvier : J.Edgar Hoover
- 1er janvier : László Endre, homme politique hongrois († 29 mars 1946).
- 2 janvier : Edmond-Henri Zeiger-Viallet, peintre suisse († 7 janvier 1994).
- 3 janvier : Boris Liatochinski, compositeur et chef d'orchestre ukrainien et soviétique († 15 avril 1968).
- 4 janvier :
  - Gustav Klucis, peintre letton († 26 février 1938).
  - Marcel Payen, peintre français († 23 septembre 1966).
- 7 janvier : Clara Haskil, pianiste suisse d'origine roumaine († 7 décembre 1960).
- 8 janvier : Béla Zsolt, journaliste, homme politique et écrivain hongrois († 6 février 1949).
- 20 janvier :
  - Roscoe Ates, acteur américain († 1er mars 1962).
  - Urani Rumbo, enseignante et féministe albanaise († 26 mars 1936).
- 22 janvier :
  - Robert Pernin, peintre français († 12 mars 1975).
  - Plínio Salgado, homme politique, écrivain, journaliste et théologien brésilien († 8 décembre 1975).
- 24 janvier :
  - Giuseppe Brotzu, pharmacologue et homme politique italien († 8 avril 1976).
  - Carlile Aylmer Macartney, historien britannique († 18 juin 1978).
- 28 janvier : Barão de Itararé, journaliste, écrivain et humoriste brésilien († 27 novembre 1971).
- 30 janvier : Marianne Golz, chanteuse d'opéra et résistante autrichienne († 8 octobre 1943).
- 1er février : Tin Tut,  homme politique birman († 18 septembre 1948).
- 2 février : Tan Ting-pho, peintre taïwanais († 25 mars 1947).
- 4 février : Liu Tianhua, musicien et compositeur chinois († 8 juin 1932).
- 6 février : Babe Ruth, joueur de baseball américain († 16 août 1948).
- 8 février : Hallam Cooley, acteur américain († 20 mars 1971).
- 12 février : Anatol Petrytsky, peintre, décorateur de théâtre et concepteur de livres russe puis soviétique († 6 mars 1964).
- 13 février :
  - Fred Essler, acteur américain d'origine autrichienne († 17 janvier 1973).
  - Giovanni Battista Podestà, céramiste, sculpteur et peintre d'art brut italien († 16 février 1976).
- 15 février : Sigfrid Lundberg, coureur cycliste suédois († 19 mai 1979).
- 16 février : Vernon Dent, acteur américain († 5 novembre 1963).
- 17 février : Kitani Chigusa, peintre japonaise nihonga et professeure de peinture († 24 janvier 1947).
- 18 février :
  - Franz Bronstert, peintre et ingénieur allemand († 29 octobre 1967).
  - Jacques Favre de Thierrens, aviateur et peintre français († 17 octobre 1973).
  - Jēkabs Kazaks, peintre letton († 30 novembre 1920).
  - Semion Timochenko, militaire russe puis soviétique († 31 mars 1970).
- 19 février : Louis Calhern, acteur américain († 12 mai 1956).
- 20 février :
  - « Fortuna » (Diego Mazquiarán Torróntegui), matador espagnol († 10 mai 1940).
  - Marthe Lebasque, peintre et sculptrice française († 16 mai 1989).
- 25 février :
  - Henri Martelli, compositeur français († 15 juillet 1980).
  - Henri Rabinger, peintre et illustrateur luxembourgeois († 7 septembre 1966).
- 27 février : Edward Brophy, acteur et réalisateur américain († 27 mai 1960).
- 28 février : Marcel Pagnol, écrivain, producteur et réalisateur français († 18 avril 1974).
- 1er mars : 
  - Marcelle Cahn, peintre française († 21 septembre 1981).
  - Deng Yanda, officier militaire du Parti nationaliste chinois († 29 novembre 1931).
  - Yuki Ogura,  peintre nihonga de l'ère Shōwa du Japon († 23 juillet 2000).
- 3 mars : Vittorio Mascheroni, compositeur italien († 3 juillet 1972).
- 5 mars : Félix Coenen, homme politique belge († 27 mai 1977).
- 7 mars : Juan José Castro, compositeur et chef d'orchestre argentin († 3 septembre 1968).
- 8 mars : Jean Lombard, peintre français († 26 octobre 1983).
- 9 mars : Joseph Muller, coureur cycliste français († 8 mai 1975).
- 10 mars :
  - Walter Eglin, peintre et mosaïste suisse († 3 février 1966).
  - Jules Van Hevel, coureur cycliste belge († 21 juillet 1969).
  - Percy Verwayne, acteur américain d'origine britannique († novembre 1968).
- 11 mars : Constant Le Breton, peintre, graveur et illustrateur français († 26 février 1985).
- 14 mars : Joseph Rasqui, coureur cycliste luxembourgeois († 16 mai 1966).
- 18 mars : Victor Jean Desmeures, peintre, lithographe et designer en tissus français († 1978).
- 20 mars : Robert Benoist, coureur automobile († 9 septembre 1944).
- 23 mars : Encarnación Alzona, féministe et historienne philippine  († 13 mars 2001).
- 25 mars : Aleksandr Kononov, écrivain russe puis soviétique († 28 octobre 1957).
- 27 mars : George Beranger, acteur et réalisateur australien († 8 mars 1973).
- 29 mars : 
  - Jean Eschbach, résistant alsacien et chef FFI († 19 août 1978).
  - Ernst Jünger, écrivain allemand († 17 février 1998).
- 30 mars :
  - Rudolf Bonnet, peintre néerlandais († 18 avril 1978).
  - Jean Giono, écrivain, scénariste et réalisateur français († 9 octobre 1970).
- 1er avril : Hans Otto Glahn, homme politique allemand († août 1979).
- 3 avril :
  - Ludolfs Liberts, peintre et scénographe letton († 11 mars 1959).
  - Dragutin Vrđuka, footballeur serbe puis yougoslave († 23 janvier 1948).
- 7 avril :
  - Eduard Toldrà, chef d'orchestre et compositeur espagnol († 31 mai 1961).
  - Bert Wheeler, acteur américain († 18 janvier 1968).
- 8 avril : Alberto, peintre et sculpteur espagnol († 12 octobre 1962).
- 10 avril : Kawakami Sumio, peintre japonais († 1er septembre 1972).
- 14 avril : Mary Marquet, actrice française († 29 août 1979).
- 15 avril : Jeanne Malivel, peintre, illustratrice et graveuse française († 2 septembre 1926).
- 17 avril : Antonio Locatelli, aviateur, homme politique, écrivain, journaliste, peintre et dessinateur italien († 27 juin 1936).
- 19 avril :
  - Nikolaï Iejov, policier et homme politique russe puis soviétique († février 1940).
  - Anton Pieck, peintre et illustrateur néerlandais († 24 novembre 1987).
- 28 avril : Ottone Rosai, peintre expressionniste italien († 13 mai 1957).
- 29 avril : Léon Savary, écrivain et journaliste suisse de langue française († 17 février 1968).
- 1er mai : Leo Sowerby, compositeur et musicien d'église américain († 7 juillet 1968).
- 2 mai : Alexis Soulignac, athlète, spécialiste du sprint et footballeur français († 13 juin 1969).
- 3 mai : Louis Rollet, peintre orientaliste et paysagiste français († 16 janvier 1988).
- 4 mai : Jean-Charles Contel, peintre et lithographe français († 4 septembre 1928).
- 8 mai :
  - Colette Allendy, peintre, illustratrice et galeriste française († 22 février 1960).
  - José Gómez Ortega dit « Joselito » ou encore « Gallito », matador espagnol († 16 mai 1920).
- 9 mai :
  - Richard Barthelmess, acteur américain († 17 août 1963).
  - Lionel Floch, peintre, graveur et dessinateur français († 7 décembre 1972).
- 20 mai : Amédée de Gislain, peintre et sculpteur sur bois français († 1989).
- 21 mai : Nikifor Krynicki, peintre polonais († 10 octobre 1968).
- 24 mai : Marcel Janco, peintre et architecte juif roumain († 21 avril 1984).
- 28 mai : Yvonne Kleiss-Herzig, peintre française († 1968).
- 1er juin : Tadeusz Bór-Komorowski, général polonais († 24 août 1966).
- 5 juin : William Boyd, acteur américain († 12 septembre 1972).
- 6 juin : Nikolaï Chtchors, héros de la Guerre civile russe († 30 août 1919).
- 8 juin :
  - Santiago Bernabéu, footballeur puis dirigeant espagnol († 2 juin 1978).
  - Jean-Eugène Bersier, peintre et graveur français († 23 octobre 1978).
- 9 juin : Ernest Kauffmann, coureur cycliste suisse († 20 décembre 1943).
- 10 juin : 
  - Michisei Kohno, peintre, illustrateur et graveur japonais († 31 mars 1950).
  - Emanuele Stablum, religieux et médecin, Juste parmi les nations († 16 mars 1950).
- 11 juin : Jacques Brugnon, joueur de tennis († 20 mars 1978).
- 12 juin : Wilfrid Kent Hughes, athlète et homme politique britannique puis australien († 31 juillet 1970).
- 14 juin : Cliff Edwards, chanteur, acteur et musicien américain († 17 juillet 1971).
- 16 juin :
  - Signe-Madeleine Barth, peintre suédoise († 15 mars 1982).
  - Barbara Konstan, peintre française d'origine polonaise († 22 février 1966).
- 17 juin : Slavko Osterc, compositeur slovène († 23 mai 1941).
- 18 juin : Harue Koga, peintre japonais († 10 septembre 1933).
- 20 juin : Oswald Lehnich, homme politique allemand († 23 mai 1961).
- 21 juin : 
  - John W. Snyder, homme d'affaires et homme politique américain († 8 octobre 1985).
  - Mark Reizen, basse soviétique († 25 novembre 1992)
- 23 juin : Joseph Vogt, historien allemand († 14 juillet 1986).
- 24 juin : Jack Dempsey, boxeur américain († 31 mai 1983).
- 25 juin : Antoine Delfosse, homme politique belge († 5 juin 1980).
- 27 juin : Anna Banti, historienne, critique d'art, romancière et traductrice italienne († 2 septembre 1985).
- 28 juin :
  - Eugène-Marcel Mougin, peintre post-impressionniste français († 6 janvier 1981).
  - Kazimierz Sikorski, compositeur polonais († 23 juillet 1986).
- 2 juillet : Eugène Paul, peintre, dessinateur, graveur au burin et lithographe expressionniste français († 30 avril 1975).
- 3 juillet : Jean Paige, actrice américaine († 15 décembre 1990).
- 4 juillet : Irving Caesar, compositeur, dramaturge, librettiste et lyriciste américain († 18 décembre 1996).
- 5 juillet : 
  - Frederic McGrand, médecin et homme politique canadien († 3 septembre 1988).
  - Gordon Jacob, compositeur, arrangeur, orchestrateur et chef d'orchestre anglais († 8 juin 1984).
  - Adrien Sénéchal, peintre français († 28 août 1974).
- 6 juillet : Edmond Daynes, peintre français († 19 septembre 1986).
- 10 juillet :
  - Nahum Goldmann, homme politique et dirigeant sioniste († 29 août 1982).
  - Carl Orff, compositeur allemand († 29 mars 1982).
- 12 juillet :
  - Richard Buckminster Fuller, architecte, designer, inventeur et écrivain américain († 1er juillet 1983).
  - Juan Tellería, compositeur basque espagnol († 25 février 1949).
- 13 juillet :
  - Robert Louis Antral, peintre, graveur et lithographe français († 7 juin 1939).
  - Sidney Blackmer, acteur américain († 6 octobre 1973).
- 14 juillet : 
  - LeRoy Prinz, chorégraphe et réalisateur américain († 15 septembre 1983).
  - Jin Yuelin, logicien et philosophe chinois († 19 octobre 1984).
- 15 juillet : Marc Sterling, peintre français d'origine russe († 7 septembre 1976).
- 16 juillet : Toshio Bando, peintre japonais († 1er mars 1973).
- 18 juillet :
  - Fritz Amreich, homme politique allemand († 13 mai 1945).
  - Olga Spessivtseva, danseuse russe († 16 septembre 1991).
- 20 juillet : László Moholy-Nagy, peintre, photographe plasticien et théoricien de la photographie hongrois naturalisé américain († 24 novembre 1946).
- 24 juillet : Hugolinus Dörr, prêtre catholique allemand opposant au nazisme († 6 juillet 1940).
- 26 juillet :
  - Jankel Adler, peintre et graveur juif polonais († 25 avril 1949).
  - Maurice Crozet, designer et affichiste français († 1978).
  - Georges Duplaix, peintre, écrivain, traducteur, agent secret et éditeur français († 1er novembre 1985).
  - Robert Fernier, peintre français († 27 mai 1977).
  - Abel Pineau, peintre, vitrailliste, fresquiste et graveur français († 11 mars 1973).
  - Jerry Verno, acteur anglais († 29 juin 1975).
- 1er août : Vetese Guerino, accordéoniste français d'origine italienne († 24 février 1952).
- 3 août : Robert Heitz, administrateur, homme politique, écrivain, critique d'art, peintre et résistant français († 14 novembre 1984).
- 4 août : Domingo Dominguín (Domingo González Mateos), matador espagnol († 21 août 1958).
- 5 août : Oscar Ivanissevich, chirurgien, footballeur et homme politique argentin († 5 juin 1976).
- 10 août : Marcel Vertès, peintre, graveur, illustrateur, et costumier/décorateur de cinéma français d'origine hongroise († 31 octobre 1961).
- 13 août :
  - Robert Burton, acteur américain († 29 septembre 1962).
  - Ramón Torralba, footballeur espagnol († 6 juin 1986).
- 18 août : Julijans Vaivods, cardinal letton, administrateur apostolique de Riga († 23 mai 1990).
- 20 août : Mauricio Bacarisse, poète, écrivain, essayiste, traducteur et collaborateur en presse espagnol († 4 février 1931).
- 22 août :
  - David Chabas, peintre, journaliste, éditeur et écrivain français († 3 octobre 1996).
  - Antonio Piedade da Cruz, peintre indien († 1982).
- 25 août : Habib Benglia, acteur français († 2 décembre 1960).
- 26 août : René Demeurisse, peintre français († 12 novembre 1961).
- 29 août : Willy-André Prestre, voyageur et écrivain suisse († 29 juillet 1980).
- 3 septembre : Giuseppe Bottai, homme politique italien († 9 janvier 1959).
- 7 septembre : Lee Choo Neo, médecin singapourienne († 7 septembre 1947).
- 11 septembre :
  - Nour Ali Elahi, penseur spirituel, musicien et haut magistrat iranien († 19 octobre 1974).
  - Vinoba Bhave, disciple indien de Gandhi († 15 novembre 1982).
- 16 septembre : Karol Rathaus, compositeur polonais († 21 novembre 1954).
- 18 septembre : John Diefenbaker, premier ministre du Canada († 16 août 1979).
- 20 septembre : Leslie Frost, premier ministre de l'Ontario († 4 mai 1973).
- 23 septembre : Claude Lévy, peintre et décoratrice française († 1942).
- 24 septembre :
  - Romolo Boglietti, footballeur italo-argentin († novembre 1955).
  - Boris Borvine Frenkel, peintre et graveur polonais († 30 avril 1984).
- 26 septembre : Georges Tournon, peintre français († 4 janvier 1961).
- 29 septembre : Jean Peyrissac, peintre et plasticien français († 18 juin 1974).
- 30 septembre :
  - Edith Basch, peintre portraitiste hongroise († 16 mai 1980).
  - Albert Francis Hegenberger, major général de l'United States Air Force américain († 31 août 1983).
- 2 octobre :
  - Bud Abbott, acteur, humoriste et producteur de cinéma américain († 24 avril 1974).
  - Marceau Pivert, militant socialiste († 3 juin 1958).
- 4 octobre :
  - Giovanni Brunero, coureur cycliste italien († 23 novembre 1934).
  - Buster Keaton, acteur américain († 1er février 1966).
  - William Robinson Clarke, aviateur militaire jamaïcain († 26 avril 1981)
- 5 octobre : Octav Mayer, mathématicien roumain († 9 septembre 1966).
- 6 octobre : José Juliá Ribas, footballeur espagnol († 15 octobre 1973).
- 7 octobre :
  - Maurice Grevisse, grammairien belge († 7 juillet 1980).
  - Arsène Sari, peintre français († 3 novembre 1995).
  - Lucien Schwob, peintre, dessinateur, lithographe et essayiste suisse († 6 juin 1985).
- 8 octobre :
  - Juan Perón, président de l'Argentine († 1er juillet 1974).
  - Zog Ier, roi d’Albanie († 9 avril 1961).
- 9 octobre : Joachim Weingart, peintre polonais († 17 juillet 1942).
- 18 octobre : Andreï Andreïev, homme politique russe puis soviétique († 5 décembre 1971).
- 19 octobre :
  - Jules Covin, as de l'aviation française de la Première Guerre mondiale († 21 mars 1918).
  - Marcel Reynal, violoniste et pédagogue français († 21 juillet 1982).
  - Bram Van Velde, peintre néerlandais († 28 décembre 1981).
- 21 octobre :
  - Louis Delvaux, homme politique, avocat et juge belge († 22 août 1976).
  - Shūkichi Mitsukuri, compositeur japonais de musique classique († 10 mai 1971).
- 23 octobre : Tibor Keledy, homme politique hongrois († 28 mai 1978).
- 27 octobre : Yvonne Jean-Haffen, peintre, dessinatrice, graveuse et céramiste française († 24 novembre 1993).
- 6 novembre : Dora Bianka, peintre et illustratrice polonaise († 8 septembre 1979).
- 15 novembre : Olga Nikolaïevna, grande-duchesse de Russie, fille aînée de Nicolas II († 17 juillet 1918).
- 16 novembre : 
  - Mikhaïl Mikhaïlovitch Bakhtine, historien et théoricien russe de la littérature († 7 mars 1975).
  - Paul Hindemith, compositeur, chef d'orchestre et altiste allemand († 28 décembre 1963).
- 17 novembre : Un'ichi Hiratsuka, peintre japonais († 18 novembre 1997).
- 19 novembre : Georges Folmer, peintre, sculpteur et théoricien de l'art français († 4 janvier 1977).
- 22 novembre : Victor Crumière, peintre et plasticien français († 2 mai 1950).
- 25 novembre : Wilhelm Kempff, pianiste et compositeur allemand († 23 mai 1991).
- 27 novembre : Vsevolod Merkoulov, homme politique russe puis soviétique († 23 décembre 1953).
- 29 novembre :
  - Yakima Canutt, cascadeur, acteur et réalisateur de seconde équipe américain († 24 mai 1986).
  - Andreï Ivanovitch Scholuch, chef de chœur russe puis soviétique († 9 janvier 1979).
- 1er décembre : Aribert Wäscher, acteur allemand († 14 décembre 1961).
- 2 décembre :
  - René Bellanger, peintre français († 5 décembre 1964).
  - Georges Dandelot, compositeur et pédagogue français († 17 août 1975).
- 9 décembre : Marguerite Huré, peintre et vitrailliste française († 27 octobre 1967).
- 14 décembre :
  - Georges VI, roi du Royaume-Uni (6 février 1952).
  - Paul Éluard, poète français († 18 novembre 1952).
- 15 décembre :
  - France Leplat, peintre français († 18 février 1953).
  - Walter Spies, peintre et musicien allemand († 19 janvier 1942).
- 16 décembre : Édouard Filliol, joueur professionnel suisse de hockey sur glace († 19 mars 1955).
- 18 décembre : Gaspare Bona, pilote automobile sur circuit, aviateur, compositeur et directeur de société italien (25 novembre 1940).
- 19 décembre : Roland Chavenon, peintre et critique d'art français († 1967).
- 25 décembre :
  - Mitsuharu Kaneko, peintre et poète anti-militariste japonais († 30 juin 1975).
  - Isaac Païles, peintre français de l'École de Paris († 9 mars 1978).
- 30 décembre : Maurice Denamur, coureur cycliste français († 28 décembre 1957).
- 31 décembre : Jacques Boolsky, peintre, pastelliste et cinéaste suisse d'origine russe († 20 janvier 1962).
- Date inconnue : René Ben Sussan, peintre, illustrateur et graveur grec naturalisé français († 1988).

## Décès en 1895
- 4 janvier : Vajirunhis, prince siamois (° 27 juin 1878)
- 6 janvier : Gustav Graef, peintre allemand (° 14 décembre 1821).
- 9 janvier : Aaron Lufkin Dennison, horloger américain (° 6 mars 1812).
- 10 janvier : Benjamin Godard, compositeur français (° 18 août 1849).
- 14 janvier : Édouard de Muralt, professeur de théologie, libraire et paléographe suisse († 13 juillet 1808).
- 17 janvier : Jean Michaëli, auteur-compositeur, avocat et ingénieur (° 17 décembre 1816).
- 21 janvier : Charles Ronot, peintre français (° 28 mai 1820).
- 22 janvier : Edward Solomon, compositeur, pianiste et chef d'orchestre anglais (° 25 juillet 1855).
- 30 janvier : Charles Soubre, peintre belge et professeur à l'Académie des beaux-arts de Liège (° 4 février 1821).
- 1er février : Benjamin Eugène Fichel, peintre français (° 30 août 1826).
- 7 février : « El Tato » (Antonio Sánchez), matador espagnol (° 6 février 1831).
- 8 février :
  - Edmond Geffroy, peintre français (° 29 juillet 1804).
  - Jean-François Portaels, peintre belge (° 3 avril 1818).
- 10 février : Francesco Podesti, peintre italien (° 21 mars 1800).
- 16 février :
  - Edmond Juvin, compositeur français (° 6 août 1811).
  - Raymond Adolphe Séré de Rivières, militaire français surnommé Le Vauban du XIXe siècle (° 20 mai 1815).
- 19 février : John Whitaker Hulke, chirurgien et géologue britannique (° 6 novembre 1830).
- 25 février : Ignaz Lachner, compositeur et chef d'orchestre allemand (° 17 septembre 1807).
- 27 février :  Charles Le Roux, peintre paysagiste et homme politique français (° 25 avril 1814).
- 2 mars : Berthe Morisot, peintre française (° 14 janvier 1841).
- 6 mars : Francesco Filippini, peintre italien (° 18 septembre 1853).
- 7 mars : Aloys Kunc, musicographe, organiste, compositeur et maître de chapelle français (° 1er janvier 1832).
- 17 mars : Adolphe Nibelle, compositeur français (° 9 octobre 1825).
- 18 mars : Pauline Musters, néerlandaise, femme la plus petite ayant jamais été mesurée (° 26 février 1876).
- 24 mars : Bertha Valerius, photographe et peintre suédoise (° 21 janvier 1824).
- 31 mars :  Jaime Felipe José Bosch, guitariste et compositeur espagnol (° 26 mai 1825).
- 11 avril : Nazikeda Kadın, épouse d'Abdülhamid II (° 1848).
- 12 avril : Paul Chenavard, peintre français (° 9 décembre 1807).
- 14 avril : James Dwight Dana, géologue, minéralogiste et zoologiste américain (° 12 février 1813).
- 19 avril : Georg Wilhelm Timm, peintre russe (° 21 juin 1820).
- 22 avril : Étienne Léopold Trouvelot, peintre, lithographe, astronome et entomologiste amateur français (° 25 décembre 1827).
- 27 avril : Paul Medinger, coureur cycliste français (° 15 juin 1859).
- 4 mai : Eugène Bellangé, peintre français (° 14 février 1837).
- 19 mai : José Martí, homme politique, philosophe, penseur, journaliste et poète cubain (° 28 janvier 1853).
- 21 mai : Franz von Suppé, compositeur et chef d'orchestre autrichien (° 18 avril 1819).
- 23 mai : Johannes Deiker, peintre allemand (° 27 mai 1822).
- 24 mai : Joseph Quinaux, peintre belge (° 29 mars 1822).
- 28 mai : Albert Brendel, peintre et graveur allemand (° 7 juin 1827).
- 15 juin : Richard Genée, librettiste et compositeur autrichien (° 7 février 1823).
- 23 juin : William Crawford Williamson, naturaliste britannique (° 24 novembre 1816).
- 26 juin : François-Auguste Ravier, peintre paysagiste français (° 4 mai 1814).
- 29 juin : Émile Munier, peintre français (° 2 juin 1840).
- 4 juillet : Alfred de Curzon, peintre français (° 7 septembre 1820).
- 9 juillet : Friedrich Lux, chef d'orchestre et compositeur allemand (° 24 novembre 1820).
- 10 juillet : François Wohanka, compositeur et chef d'orchestre français  d'origine hongroise (° 12 mars 1842).
- 17 juillet : Henri-Pierre Picou, peintre français (° 27 février 1824).
- 21 juillet : Firmin Salabert, peintre français (° 25 septembre 1811).
- 28 juillet : Jan Kappeyne van de Coppello, homme politique néerlandais (° 2 octobre 1822).
- 1er août : Heinrich von Sybel, historien et homme politique allemand (° 2 décembre 1817).
- 5 août : Friedrich Engels, philosophe marxiste allemand (° 28 novembre 1820).
- 13 août : Ludwig Abel, violoniste, chef d'orchestre et compositeur allemand (° 14 janvier 1834).
- 14 août : Thomas Hovenden, peintre et professeur irlando-américain (° 28 décembre 1840).
- 25 août : Giuseppe Sapeto, explorateur et missionnaire italien (° 27 avril 1811).
- 14 septembre : Alfred Verwée, peintre belge (° 23 avril 1838).
- 21 septembre : Silvestro Lega, peintre italien (° 8 décembre 1826).
- 24 septembre : Hermann Hellriegel, chimiste allemand († 21 octobre 1831).
- 28 septembre : Louis Pasteur, physicien, chimiste et microbiologiste français (° 27 décembre 1822).
- 2 octobre : Alexeï Kivchenko, peintre russe (° 22 mars 1851).
- 22 octobre : Gustave Droz, peintre et romancier français (° 9 juin 1832).
- 24 octobre : Jacob Meyer de Haan, peintre néerlandais (° 14 avril 1852).
- 29 octobre : Ferdinand Richardt, peintre dano-américain (° 10 avril 1819).
- 6 novembre : Luigi Giuseppe Lasagna, salésien et évêque catholique italien (° 4 mars 1850).
- 19 novembre : Lucien-Louis Bonaparte, cardinal français (° 15 novembre 1828).
- 20 novembre : Jean-François Florent Seigland, général de brigade français (° 1er août 1825).
- 27 novembre : Alexandre Dumas fils, écrivain français (° 27 juillet 1824).
- 18 décembre : Clémence Richey, peintre française (° 31 juillet 1856).
- 21 décembre : Ferdinand von Piloty, peintre, illustrateur et fresquiste bavarois (° 9 octobre 1828).
- 22 décembre : John Russell Hind, astronome britannique (° 12 mai 1823).
- 24 décembre : Edward James Harland, constructeur de navires, baronnet et homme politique britannique (° 15 mai 1831).
- 27 décembre : Gabriel Milin, militant bretonnant (° 3 septembre 1822).
- Date inconnue :
  - Lorenzo Gelati, peintre italien (° 26 janvier 1824).
  - Jovino Novoa Vidal, homme politique chilien (° 1822).